# Hilarimorpha obscura
Hilarimorpha obscura is een vliegensoort uit de familie van de Hilarimorphidae. De wetenschappelijke naam van de soort is voor het eerst geldig gepubliceerd in 1887 door Bigot.